# Пшитык (гмина)
Пшитык (пол. Przytyk) — сельская гмина (волость) в Польше, входит как административная единица в Радомский повет, Мазовецкое воеводство. Население — 7080 человек (на 2004 год).

## Демография
| Перепись                       | Всего   | Всего | Женщины | Женщины | Мужчины | Мужчины |
| ------------------------------ | ------- | ----- | ------- | ------- | ------- | ------- |
| Единицы                        | человек | %     | человек | %       | человек | %       |
| Население                      | 7080    | 100   | 3486    | 49,2    | 3594    | 50,8    |
| Плотность населения (чел./км²) | 52,8    | 52,8  | 26      | 26      | 26,8    | 26,8    |

## Сельские округа
1. Доманюв
2. Демба
3. Глинице
4. Гощевице
5. Яблонна
6. Кашевска-Воля
7. Млуднице
8. Максымилианув
9. Обляс
10. Остроленка
11. Подгаек
12. Посада
13. Потканна
14. Пшитык
15. Словикув
16. Стефанув
17. Студзенице
18. Суковска-Воля
19. Сукув
20. Воля-Вжещовска
21. Вулька-Доманёвска
22. Вжещув
23. Вжос
24. Выгнанув
25. Жердзь

## Соседние гмины
1. Гмина Потворув
2. Гмина Пшисуха
3. Гмина Радзанув
4. Гмина Стара-Блотница
5. Гмина Венява
6. Гмина Волянув
7. Гмина Закшев